# Austrolimnophila delectissima
Austrolimnophila delectissima är en tvåvingeart som beskrevs av Alexander 1954. Austrolimnophila delectissima ingår i släktet Austrolimnophila och familjen småharkrankar. Inga underarter finns listade i Catalogue of Life.